# Келлі (Вісконсин)
Келлі (англ. Kelly) — місто (англ. town) в США, в окрузі Бейфілд штату Вісконсин. Населення — 436 осіб (2020).

## Демографія
Згідно з переписом 2010 року, у місті мешкали 463 особи в 177 домогосподарствах у складі 122 родин. Було 221 помешкання
Расовий склад населення:
| - 92,4 % — білих - 3,5 % — корінних американців - 2,4 % — азіатів |

До двох чи більше рас належало 1,7 %. Частка іспаномовних становила 0,2 % від усіх жителів.
За віковим діапазоном населення розподілялося таким чином: 28,9 % — особи молодші 18 років, 58,6 % — особи у віці 18—64 років, 12,5 % — особи у віці 65 років та старші. Медіана віку мешканця становила 38,3 року. На 100 осіб жіночої статі у місті припадало 115,3 чоловіків;  на 100 жінок у віці від 18 років та старших — 106,9 чоловіків також старших 18 років.
Середній дохід на одне домашнє господарство  становив 57 153 долари США (медіана — 48 750), а середній дохід на одну сім'ю — 66 596 доларів (медіана — 58 250). Медіана доходів становила 44 375 доларів для чоловіків та 40 781 долар для жінок. За межею бідності перебувало 7,6 % осіб, у тому числі 8,3 % дітей у віці до 18 років та 9,4 % осіб у віці 65 років та старших.
Цивільне працевлаштоване населення становило 221 особа. Основні галузі зайнятості: виробництво — 21,7 %, освіта, охорона здоров'я та соціальна допомога — 17,6 %, роздрібна торгівля — 15,8 %.